# Бистрица (Родопи)
Вижте пояснителната страница за други значения на Бистрица.
Бистрица е бивша самостоятелна махала (селско населено място) и настояща съставна махала (обособена част) в село Кукувица (или Широка лъка) в област Смолян, община Смолян.

## География
Намира се в Родопите. Отстои на 6 километра североизточно от село Широка лъка и само на 250 метра западно от крайната къща на с. Кукувица.
На 500 метра северозападно от махалата се извисява едноименният връх Бистрица, висок 1719 м. Къщите са разположени амфитеатрално по Махмутското дере.
Населението на махалата е 0 души според последните данни на Националния статистически институт към 4 декември 1985 г.

## История
Бистрица е основана около 1830 година. Предишното ѝ име е Махмутица – според легенда е наречена на първия заселник Махмут ага. Преименувана е на Бистрица с Указ 2149 на Държавния съвет на НРБ от 12 ноември 1975 г. (обн., ДВ, бр. 90 от 25 ноември 1975 г.)
Указ 970 на Държавния съвет на НРБ от 26.03.1986 г. (обн., ДВ, бр. 27 от 4 април 1986 г.) лишава махалата от статута на населено място чрез „закриване при присъединяване“. Според Националния регистър на населените места на НСИ тя е присъединена към тогавашния общински център село Широка лъка (община Широка лъка е присъединена към община Смолян, считано от 9 октомври 1987 г.) – на 6 км от махалата, макар че тя е само на 250 м от с. Кукувица. Вероятно това отнасяне към Широка лъка е грешка в регистъра (или още в указа), тъй като мах. Бистрица явно е свързана със съвсем близкото с. Кукувица.